# أمين عبد الواجد أمين يوسف
الشيخ الدكتور أمين عبد الواجد أمين يوسف (مواليد 14 أكتوبر 1964 بمحافظة الغربية – مصر)، هو عالم أزهري وداعية إسلامي مصري، تولّى عددًا من المناصب القيادية في وزارة الأوقاف المصرية، أبرزها منصب وكيل الوزارة لشؤون المساجد والقرآن الكريم. حصل على وسام العلوم والفنون من الطبقة الأولى من رئيس الجمهورية عام 2016، وله مساهمات دعوية ومشاركات دولية في مجالات القرآن الكريم والدعوة الإسلامية.

## النشأة والتعليم
ولد في محافظة الغربية، وتلقى تعليمه في الأزهر الشريف، وحصل على:
- ليسانس الدعوة الإسلامية – عام 1989
- دبلوم الدراسات العليا في الدعوة والثقافة الإسلامية – عام 1992
- دكتوراه فخرية  محاضر في جامعات أمريكا الجنوبية
- دبلومة في اللغة الإسبانية

## المناصب والمسؤوليات
شغل العديد من المناصب في وزارة الأوقاف المصرية، منها:
- إمام وخطيب ومدرس بمديرية أوقاف شمال سيناء – منذ 1990
- مبعوث دعوي إلى جمهورية بيرو
- مدير إدارة أوقاف حي حلوان – 2011
- مدير أوقاف محافظة بورسعيد
- مدير عام بمديرية أوقاف شمال سيناء – قرار وزاري رقم 219 لسنة 2017
- رئيس الإدارة المركزية لشؤون المساجد والقرآن الكريم – قرار وزاري رقم 78 لسنة 2019
- وكيل وزارة الأوقاف لشؤون المساجد والقرآن الكريم (بتكليف لاحق)

## المشاركات الدولية
- موفد رسمي إلى الكويت عام 2018 لحضور الاجتماع الثاني للجائزة العالمية للقرآن الكريم
- مشاركة في فعاليات دعوية في بيرو وموريتانيا

## الجوائز والتكريمات
- وسام العلوم والفنون من الطبقة الأولى – من رئيس الجمهورية عبد الفتاح السيسي عام 2016 خلال احتفال المولد النبوي الشريف
- تكريم من الجمعية الإسلامية في جمهورية بيرو
- تكريم من المجلس الاستشاري للعلاقات الدولية بدولة الكويت
- شهادة تقدير من مستشار رئيس الجمهورية ووزير العدل الأسبق محمد أمين المهدي

## الدورات والتقارير
- تقارير رسمية من الجهاز المركزي للتنظيم والإدارة بتقدير "جيد جدًا"
- دورة تدريبية في أكاديمية ناصر العسكرية
- دورات في مكافحة الإدمان والإسعافات الأولية
- برامج متقدمة في القيادة والتخطيط والتنظيم الإداري